# Centerville (condado de Hempstead)
Centerville es un área no incorporada ubicada en el condado de Hempstead en el estado estadounidense de Arkansas.

## Geografía
Centerville se encuentra ubicada en las coordenadas 33°38′39″N 93°29′22″O / 33.64417, -93.48944.